# Хранитель Шотландии
Хранители Шотландии были регентами, которые управляли Королевством Шотландия с 1286 по 1292 год и с 1296 по 1306 год. В последующей истории Шотландии известен целый ряд Хранителей Шотландии. Этот пост был важной конституционной особенностью развития политики и государственного устройства королевства в период средневековья.

## Хранители Шотландии во время Первого междуцарствия (1286—1292)
Первое междуцарствие началось после смерти Александра III Шотландского в 1286 году. Единственным выжившим потомком Александра была Маргарет Норвежская Дева, которая была маленьким ребёнком и жила в Норвегии, где королём был её отец Эрик II. В конце концов её отправили в Великобританию в 1290 году, но она умерла до прибытия в Шотландию. Следующий король Шотландии не был определён до завершения арбитража в 1292 году.
Следующие люди служили хранителями во время Первого междуцарствия:
- Уильям Фрейзер, епископ Сент-Эндрюса[англ.];
- Роберт Уишарт, епископ Глазго[англ.];
- Дункан, граф Файф;
- Александр Комин, граф Бьюкен;
- Джеймс Стюарт, лорд-стюард Шотландии;
- Джон Комин, лорд Баденох.

В письме (написанном на старофранцузском языке) шотландского парламента 1290 года, заседавшего в Биргаме, подтверждающем Солсберийский договор, опекуны Шотландии перечислены как:
«… Guillaume de Seint Andreu et Robert de Glasgu evesques, Johan Comyn et James Seneschal de Escoce, gardeins du reaume de Escoce…»
Перевод на русский: Уильям [Фрейзер] Сент-Эндрюсский и Роберт [Уишарт] епископы Глазго, Джон Комин и Джеймс Наместник Шотландии, стражи Королевства Шотландия
- Брайан Фицалан, лорд Фицалан (13 июня 1291 г. — ????)

## Хранители Шотландии во время Второго междуцарствия (1296—1306)
| Хранители Королевства Шотландии     | Хранители Королевства Шотландии | Хранители Королевства Шотландии |
| Хранитель (период правления)        | Хранитель (период правления)    | Хранитель (период правления)    |
| ----------------------------------- | ------------------------------- | ------------------------------- |
| сэр Уильям Уоллес (1297—1298)       |                                 |                                 |
| сэр Роберт Брюс (1298—1300)         | Джон III Комин (1298—1301)      | —                               |
| сэр Роберт Брюс (1298—1300)         | Джон III Комин (1298—1301)      | Уильям де Ламбертон (1299—1301) |
| сэр Инграм де Умфравиль (1300—1301) | Джон III Комин (1298—1301)      |                                 |
| сэр Джон де Соулз (1301—1304)       |                                 |                                 |

## Хранители во время несовершеннолетия и правления Давида II
Хранителями во времена несовершеннолети и правления Давида II были:
- Сэр Томас Рэндольф, 1-й граф Морей (1329—1332), назначенный Актом об урегулировании 1318 года.
- Дональд, граф Мар (1332 г., на десять дней)
- Сэр Эндрю Морей из Ботвелла (1332 г., пока не был захвачен англичанами у Роксбургского моста в октябре).
- Сэр Арчибальд Дуглас (1332 г., пока не был убит в битве при Халидон-Хилл в июле 1333 г.)
- Сэр Эндрю Морей из Ботвелла во второй раз (1335—1338, когда он умер после непродолжительной болезни)
- Роберт Наместник, племянник (старше годами) Давида и будущий король Шотландии. Роберт был хранителем четыре раза, иногда совместно, а последний раз дважды за одиннадцать лет вынужденного отсутствия короля в Англии в качестве пленника после битвы при Невилл-Кросс (1346—1357). Он использовал эти годы, чтобы построить большую базу власти в стране, особенно к северу от Фирт-оф-Форт.

## Хранители во время правления Роберта II
Опекуны во время немощи короля Роберта II
- Джон Стюарт, граф Каррик (ноябрь 1384 г. — декабрь 1388 г.)

- Роберт Стюарт, граф Файф (декабрь 1388—1390)